# Panamerykanizm
Panamerykanizm (gr. πᾶν- pân- „wszech-” + Ameryka) – idea i ruch polityczny postulujące zbliżenie i współpracę państw Ameryki Północnej i Południowej, odmiana pannacjonalizmu. 
Panamerykanizm został zainicjowany w pierwszej połowie XIX w. w Ameryce Łacińskiej, odrodził się w końcu XIX wieku w USA; w XX wieku modyfikował cele i formy działania (polityka dobrego sąsiedztwa, Sojusz dla Postępu); od 1948 jest realizowany m.in,przez OPA.

## Historia i charakterystyka
Ruch został zapoczątkowany przez Simona Bolivara, który od czasu kongresu w Panamie w 1826 snuł rozważania o federacji krajów Hispanoameryki. Z inicjatywy Bolivara w czerwcu i lipcu 1824 zwołano w Panamie kongres mający taką federację powołać do życia (nieskutecznie).
Idee panamerykańskie pojawiły się także w Stanach Zjednoczonych. 2 grudnia 1823 r. prezydent James Monroe w dorocznym orędziu do Kongresu przedstawił "doktrynę Monroego". Została ona sformułowana przez jego sekretarza stanu Johna Quincy’ego Adamsa i głosiła,że Kontynent amerykański ze względu na warunki wolności i niepodległosci, które zdobył i utrzymuje, nie może już odtąd być uważany za teren przyszłej kolonizacji przez żadne z mocarstw europejskich" (paragraf 7). Doktryna ta, stanowiąc zaporę przeciwko władzy krajów europejskich ("Ameryka dla Amerykanów"), stanowiła jednocześnie tło do rozciągania władzy Stanów Zjednoczonych na inne kraje obu Ameryk. 
5 marca 1888 po raz pierwszy użyto słowa panamerykanizm W artykule w New-York Evening Post zaprezentowano cele organizacji, która miałaby jednoczyć państwa Ameryk. Idea została podjęta w polityce USA przez sekretarza stanu Jamesa Blaine’a, który zorganizował i przewodniczył Konferencji Waszyngtońskiej (1889-1890). Na tej konferencji utworzono International Union of American Republics, która potem uległą zmianie się na Pan American Union, by w 1948 przekształcić się w Organizację Państw Amerykańskich. Dzień powstania organizacji, 14 kwietnia, zaczęto świętować jako Pan-American Day.
Panamerykanizm stanowi fundament systemu międzyamerykańskiego (panamerykańskiego, ogólnoamerykańskiego), zakłada ścisłą więź polityczną i gospodarczą obydwu kontynentów amerykańskich pod patronatem Stanów Zjednoczonych Ameryki. Idea ogólnoamerykańskiego ruchu i głoszone w imię panamerykanizmu hasła: „Ameryka dla Amerykanów”, „Pokój amerykański” (Pax Americana), „Amerykański styl życia” i inne, miały na celu zacieśnienie współpracy obydwu kontynentów amerykańskich, jednocześnie Stany Zjednoczone dążyły do bezwzględnej dominacji politycznej i gospodarczej, nadając ruchowi formy organizacyjne.
Od lat 50. XX w. nasiliły się głosy krytyczne wobec idei panamerykańskich, szczególnie ze strony krajów latynoamerykańskich. Wskazywano, że panamerykanizm jest zapleczem hegemonii Stanów Zjednoczonych nad innymi krajami dwóch kontynentów. Krytyki te nasilały się w warunkach zimnej wojny i uzyskiwały wsparcie ze strony Związku Radzieckiego i Kuby. Odmienną formą ruchu panamerykańskiego, miał być panlatynoamerykanizm, mający jednoczyć jedynie kraje Ameryki Łacińskiej.